# Kołowy Staw

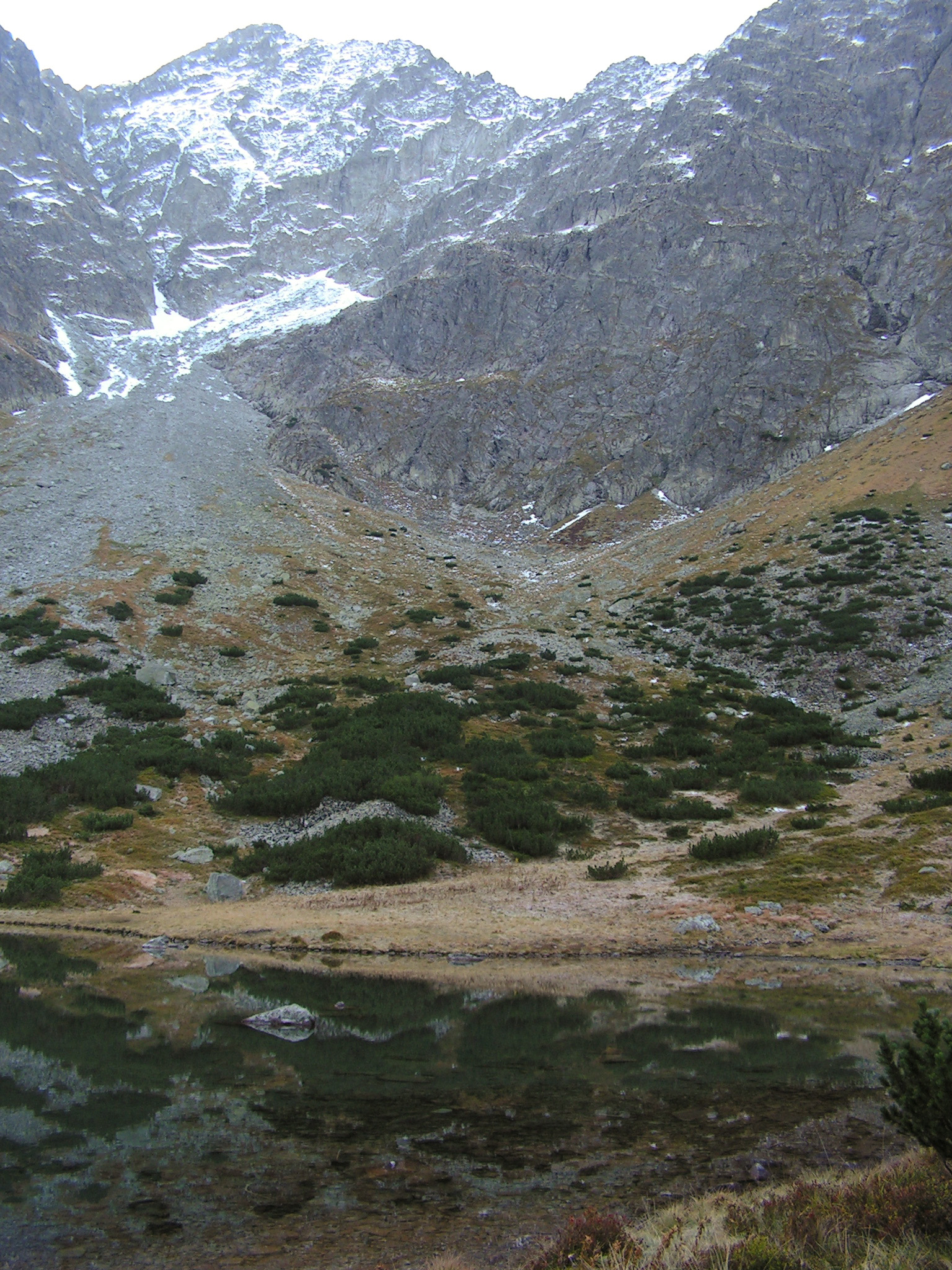
Kołowy Staw, nad nim ośnieżony Kołowy Szczyt

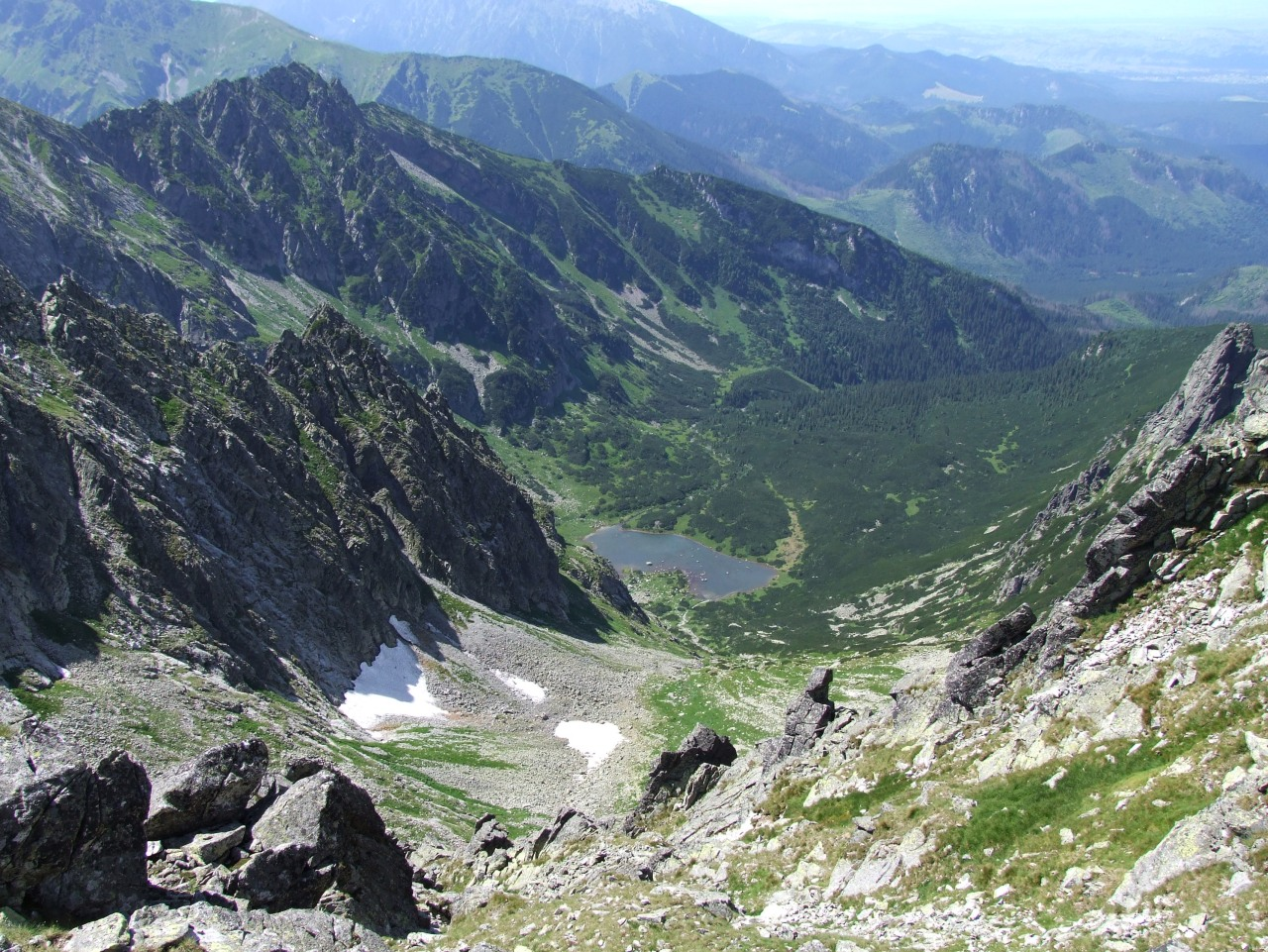
Kołowy Staw, widok z okolic Kołowego Przechodu

Kołowy Staw (słow. Kolové pleso, niem. Pflocksee, Rundsee, węg. Karó-tó, Kerek-tó) – staw w słowackich Tatrach Wysokich, na Kołowej Równi w środkowej części Doliny Kołowej (Kolová dolina) – odnogi Doliny Zadnich Koperszadów (Zadné Meďodoly), a w konsekwencji Doliny Jaworowej (Javorová dolina). Staw leży na wysokości 1565,4 m n.p.m., ma 1,67 ha powierzchni i 1,1 m głębokości (pomiary z lat 1961–1967). Ze swoją powierzchnią jest największym jeziorem w Dolinie Jaworowej. Jak na tatrzański staw tej wielkości jest natomiast wyjątkowo płytki (najpłytszy wśród stawów o powierzchni powyżej 1 ha), w wielu miejscach nad taflę wody wystają kamienie. Od strony północnej otoczony jest zaroślami kosodrzewiny, natomiast od południowo-wschodniej (z Bździochowej Kotliny) zbiega nad staw wielki stożek piargowy o wysokości ok. 430 m, tworząc wyraźny półwysep. Obsypujące się do stawu piargi stopniowo zmniejszają jego powierzchnię.
Ze stawu wypływa Kołowy Potok (wpadający na wysokości ok. 1285 m do Koperszadzkiego Potoku), zasilają go natomiast dwa okresowe strumienie z górnych odnóg Doliny Kołowej – Bździochowego Koryciska i Bździochowej Kotliny (ten ostatni wypływa spod piargów zaledwie ok. 40 m przed swoim ujściem do stawu).
Wbrew swojej nazwie, Kołowy Staw ma kształt wydłużony i dość nieregularny. Jego nazwa sugeruje, że w przeszłości miał on bardziej okrągły kształt, obecnie zatracony wskutek systematycznego zasypywania przez piargi i muł.
W źródłach pisanych Kołowy Staw pojawia się już w roku 1644, w książce Davida Frölicha. Od nazwy stawu powstała nazwa doliny, a później również innych obiektów w otoczeniu. Obecnie staw leży na terenie obszaru ochrony ścisłej i nie doprowadza do niego żaden szlak turystyczny.